# U 96 (Musikprojekt)/Diskografie
Diese Diskografie ist eine Übersicht über die musikalischen Werke des deutschen Techno-Musikprojektes U 96. Den Quellenangaben zufolge verkaufte es bisher mehr als 15 Millionen Tonträger. Seine erfolgreichste Veröffentlichung ist die Debütsingle Das Boot mit über zwei Millionen verkauften Einheiten.

## Alben

### Studioalben
| Jahr | Titel Musiklabel                         | Höchstplatzierung, Gesamtwochen, AuszeichnungChartplatzierungen (Jahr, Titel, Musiklabel, Platzierungen, Wochen, Auszeichnungen, Anmerkungen) | Höchstplatzierung, Gesamtwochen, AuszeichnungChartplatzierungen (Jahr, Titel, Musiklabel, Platzierungen, Wochen, Auszeichnungen, Anmerkungen) | Höchstplatzierung, Gesamtwochen, AuszeichnungChartplatzierungen (Jahr, Titel, Musiklabel, Platzierungen, Wochen, Auszeichnungen, Anmerkungen) | Höchstplatzierung, Gesamtwochen, AuszeichnungChartplatzierungen (Jahr, Titel, Musiklabel, Platzierungen, Wochen, Auszeichnungen, Anmerkungen) | Anmerkungen                                           |
| Jahr | Titel Musiklabel                         | DE | AT | CH | UK | Anmerkungen                                           |
| ---- | ---------------------------------------- | --- | --- | --- | --- | ----------------------------------------------------- |
| 1992 | Das Boot Polydor                         | DE11 (25 Wo.)DE | AT5 (16 Wo.)AT | CH9 Gold · (13 Wo.)CH | — | Erstveröffentlichung: 6. März 1992 Verkäufe: + 25.000 |
| 1993 | Replugged Urban Records                  | DE21 (19 Wo.)DE | AT5 (13 Wo.)AT | CH18 (11 Wo.)CH | — | Erstveröffentlichung: 7. Juni 1993                    |
| 1995 | Club Bizarre Guppy Records               | DE22 (12 Wo.)DE | AT23 (7 Wo.)AT | CH37 (5 Wo.)CH | — | Erstveröffentlichung: 20. Februar 1995                |
| 1996 | Heaven Guppy Records                     | DE30 (12 Wo.)DE | AT19 (12 Wo.)AT | CH23 (7 Wo.)CH | — | Erstveröffentlichung: Mai 1996                        |
| 2007 | Out of Wilhelmsburg Centaurus Records    | — | — | — | — | Erstveröffentlichung: 16. März 2007                   |
| 2018 | Reboot UNLTD Recordings                  | — | — | — | — | Erstveröffentlichung: 29. Juni 2018                   |
| 2022 | 20.000 Meilen unter dem Meer Motor Music | — | — | — | — | Erstveröffentlichung: 9. September 2022               |

### Gemeinschaftsalben
| Jahr | Titel Musiklabel            | Anmerkungen                                               |
| ---- | --------------------------- | --------------------------------------------------------- |
| 2020 | Transhuman UNLTD Recordings | Erstveröffentlichung: 4. September 2020 mit Wolfgang Flür |

### Kompilationen
| Jahr | Titel Musiklabel                | Höchstplatzierung, Gesamtwochen, AuszeichnungChartplatzierungen (Jahr, Titel, Musiklabel, Platzierungen, Wochen, Auszeichnungen, Anmerkungen) | Höchstplatzierung, Gesamtwochen, AuszeichnungChartplatzierungen (Jahr, Titel, Musiklabel, Platzierungen, Wochen, Auszeichnungen, Anmerkungen) | Höchstplatzierung, Gesamtwochen, AuszeichnungChartplatzierungen (Jahr, Titel, Musiklabel, Platzierungen, Wochen, Auszeichnungen, Anmerkungen) | Höchstplatzierung, Gesamtwochen, AuszeichnungChartplatzierungen (Jahr, Titel, Musiklabel, Platzierungen, Wochen, Auszeichnungen, Anmerkungen) | Anmerkungen                          |
| Jahr | Titel Musiklabel                | DE | AT | CH | UK | Anmerkungen                          |
| ---- | ------------------------------- | --- | --- | --- | --- | ------------------------------------ |
| 2000 | Best of 1991–2001 Urban Records | DE34 (4 Wo.)DE | AT36 (3 Wo.)AT | — | — | Erstveröffentlichung: 21. April 2000 |

### Remixalben
| Jahr | Titel Musiklabel               | Anmerkungen                                                          |
| ---- | ------------------------------ | -------------------------------------------------------------------- |
| 1994 | Inside Your Dreams Omega Music | Erstveröffentlichung: 1994                                           |
| 2018 | Das Boot 2018 UNLTD Recordings | Erstveröffentlichung: 16. November 2018 feat. DJ T.H. & Nadi Sunrise |

### EPs
| Jahr | Titel Musiklabel               | Anmerkungen                            |
| ---- | ------------------------------ | -------------------------------------- |
| 2015 | The Dark Matter EP Triggertrax | Erstveröffentlichung: 4. Dezember 2015 |

## Singles

### Als Leadmusiker
| Jahr | Titel Album                                             | Höchstplatzierung, Gesamtwochen, AuszeichnungChartplatzierungen (Jahr, Titel, Album, Platzierungen, Wochen, Auszeichnungen, Anmerkungen) | Höchstplatzierung, Gesamtwochen, AuszeichnungChartplatzierungen (Jahr, Titel, Album, Platzierungen, Wochen, Auszeichnungen, Anmerkungen) | Höchstplatzierung, Gesamtwochen, AuszeichnungChartplatzierungen (Jahr, Titel, Album, Platzierungen, Wochen, Auszeichnungen, Anmerkungen) | Höchstplatzierung, Gesamtwochen, AuszeichnungChartplatzierungen (Jahr, Titel, Album, Platzierungen, Wochen, Auszeichnungen, Anmerkungen) | Anmerkungen | [↑]: gemeinsam behandelt mit vorhergehendem Eintrag; [←]: in beiden Charts platziert |
| Jahr | Titel Album                                             | DE | AT | CH | UK | Anmerkungen |                                                                                      |
| ---- | ------------------------------------------------------- | --- | --- | --- | --- | --- | ------------------------------------------------------------------------------------ |
| 1991 | Das Boot                                                | DE1 Platin · (32 Wo.)DE | AT1 Gold · (20 Wo.)AT | CH1 (21 Wo.)CH | UK18 (5 Wo.)UK | Erstveröffentlichung: 29. Oktober 1991 Verkäufe: + 2.000.000; Original: Klaus Doldinger                                                 |                                                                                      |
| 1992 | I Wanna Be a Kennedy Das Boot                           | DE4 (15 Wo.)DE | AT6 (12 Wo.)AT | CH3 (12 Wo.)CH | — | Erstveröffentlichung: 2. März 1992 Original: Visage – Fade to Grey                                                                      |                                                                                      |
| 1992 | Der Kommandant / Come 2Gether Das Boot                  | DE38 (4 Wo.)DE | — | — | — | Erstveröffentlichung: 29. Juni 1992 |                                                                                      |
| 1992 | Ambient Underworld (Radio-Edit) Das Boot                | — | — | — | — | Erstveröffentlichung: 1992 |                                                                                      |
| 1993 | Love Sees No Colour (Version 1) Replugged               | DE6 (26 Wo.)DE | AT3 (18 Wo.)AT | CH4 (18 Wo.)CH | — | Erstveröffentlichung: 25. März 1993 Original: Anne Clark – Sleeper in Metropolis                                                        |                                                                                      |
| 1993 | Love Sees No Colour (Version 2) Replugged[DE: ↑][AT: ↑] | DE6 (26 Wo.)DE | AT3 (18 Wo.)AT | CH38 (4 Wo.)CH | — | Erstveröffentlichung: Juli 1993 Original: Trans-X – Living on Video                                                                     |                                                                                      |
| 1993 | Night in Motion Replugged                               | DE9 (16 Wo.)DE | AT7 (11 Wo.)AT | CH18 (12 Wo.)CH | — | Erstveröffentlichung: 15. Juli 1993 |                                                                                      |
| 1994 | Inside Your Dreams                                      | DE12 (13 Wo.)DE | AT10 (9 Wo.)AT | CH9 (12 Wo.)CH | UK44 (2 Wo.)UK | Erstveröffentlichung: 24. Februar 1994                                                                                                  |                                                                                      |
| 1994 | Love Religion Club Bizarre                              | DE5 Gold · (18 Wo.)DE | AT7 (15 Wo.)AT | CH10 (18 Wo.)CH | — | Erstveröffentlichung: 17. Oktober 1994 Verkäufe: + 250.000 Original: Giorgio Moroder – Chase / Ultravox – Hymn / Leila K. – Open Sesame |                                                                                      |
| 1995 | Club Bizarre                                            | DE19 (13 Wo.)DE | AT14 (7 Wo.)AT | CH32 (7 Wo.)CH | UK70 (1 Wo.)UK | Erstveröffentlichung: 20. Februar 1995                                                                                                  |                                                                                      |
| 1995 | Movin’ Club Bizarre                                     | DE91 (3 Wo.)DE | — | — | — | Erstveröffentlichung: 5. Juni 1995 |                                                                                      |
| 1995 | Boot II Club Bizarre                                    | — | — | — | — | Erstveröffentlichung: 1995 |                                                                                      |
| 1996 | Heaven                                                  | DE4 Gold · (18 Wo.)DE | AT2 (15 Wo.)AT | CH16 (15 Wo.)CH | UK87 (1 Wo.)UK | Erstveröffentlichung: 4. Juni 1996 Verkäufe: + 250.000; Original: Cyndi Lauper – Time After Time                                        |                                                                                      |
| 1996 | A Night to Remember Heaven                              | DE25 (10 Wo.)DE | AT18 (10 Wo.)AT | CH44 (2 Wo.)CH | — | Erstveröffentlichung: 8. Juli 1996 |                                                                                      |
| 1996 | Venus in Chains Heaven                                  | DE75 (2 Wo.)DE | AT18 (6 Wo.)AT | — | — | Erstveröffentlichung: 14. Oktober 1996                                                                                                  |                                                                                      |
| 1997 | Seven Wonders Best of 1991–2001                         | DE40 (6 Wo.)DE | — | — | — | Erstveröffentlichung: 12. Mai 1997 |                                                                                      |
| 1998 | Energie Best of 1991–2001                               | DE29 (9 Wo.)DE | — | — | — | Erstveröffentlichung: 11. Mai 1998 |                                                                                      |
| 1998 | Beweg dich, Baby –                                      | — | — | — | — | Erstveröffentlichung: 21. September 1998                                                                                                |                                                                                      |
| 2000 | Das Boot 2001 Best of 1991–2001                         | DE16 (11 Wo.)DE | AT12 (11 Wo.)AT | CH41 (7 Wo.)CH | — | Erstveröffentlichung: 28. Februar 2000 Original: Klaus Doldinger                                                                        |                                                                                      |
| 2006 | Vorbei Out of Wilhelmsburg                              | DE28 (8 Wo.)DE | — | — | — | Erstveröffentlichung: 3. März 2006 feat. Ben                                                                                            |                                                                                      |
| 2006 | Mr. DJ, Put On the Red Light Out of Wilhelmsburg        | DE77 (8 Wo.)DE | — | — | — | Erstveröffentlichung: 1. Dezember 2006; feat. Das Bo Original: Eurythmics – Sweet Dreams (Are Made of This)                             |                                                                                      |
| 2015 | Planet Earth Reboot                                     | — | — | — | — | Erstveröffentlichung: 12. Januar 2015                                                                                                   |                                                                                      |
| 2017 | Losing Our Time Reboot                                  | — | — | — | — | Erstveröffentlichung: 22. Dezember 2017                                                                                                 |                                                                                      |
| 2018 | Quo vadis Reboot • Rübezahl                             | — | — | — | — | Erstveröffentlichung: 15. Februar 2018 mit Joachim Witt                                                                                 |                                                                                      |
| 2018 | Zukunftsmusik Reboot                                    | — | — | — | — | Erstveröffentlichung: 30. März 2018 feat. Wolfgang Flür                                                                                 |                                                                                      |
| 2018 | Angels Reboot                                           | — | — | — | — | Erstveröffentlichung: 15. Juni 2018 feat. Terri B!                                                                                      |                                                                                      |
| 2019 | Night on Earth –                                        | — | — | — | — | Erstveröffentlichung: 21. Juni 2019 feat. Amy Fasola                                                                                    |                                                                                      |
| 2019 | Night in Motion –                                       | — | — | — | — | Erstveröffentlichung: 27. September 2019 feat. DJ T.H. & Nadi Sunrise                                                                   |                                                                                      |
| 2020 | Nightride –                                             | — | — | — | — | Erstveröffentlichung: 8. Mai 2020 |                                                                                      |
| 2020 | Let Yourself Go Transhuman                              | — | — | — | — | Erstveröffentlichung: 3. Juli 2020 |                                                                                      |
| 2022 | New Life 20.000 Meilen unter dem Meer                   | — | — | — | — | Erstveröffentlichung: 13. Mai 2022 |                                                                                      |
| 2022 | Atlantis 20.000 Meilen unter dem Meer                   | — | — | — | — | Erstveröffentlichung: 24. Juni 2022 feat. Claude-Oliver Rudolph                                                                         |                                                                                      |
| 2022 | Ich, Nemo 20.000 Meilen unter dem Meer                  | — | — | — | — | Erstveröffentlichung: 19. August 2022 feat. Claude-Oliver Rudolph                                                                       |                                                                                      |

### Als Gastmusiker
| Jahr | Titel Album    | Höchstplatzierung, Gesamtwochen, AuszeichnungChartplatzierungen (Jahr, Titel, Album, Platzierungen, Wochen, Auszeichnungen, Anmerkungen) | Höchstplatzierung, Gesamtwochen, AuszeichnungChartplatzierungen (Jahr, Titel, Album, Platzierungen, Wochen, Auszeichnungen, Anmerkungen) | Höchstplatzierung, Gesamtwochen, AuszeichnungChartplatzierungen (Jahr, Titel, Album, Platzierungen, Wochen, Auszeichnungen, Anmerkungen) | Höchstplatzierung, Gesamtwochen, AuszeichnungChartplatzierungen (Jahr, Titel, Album, Platzierungen, Wochen, Auszeichnungen, Anmerkungen) | Anmerkungen                                            |
| Jahr | Titel Album    | DE | AT | CH | UK | Anmerkungen                                            |
| ---- | -------------- | --- | --- | --- | --- | ------------------------------------------------------ |
| 1996 | Love Message – | DE4 (20 Wo.)DE | AT12 (12 Wo.)AT | CH12 (13 Wo.)CH | — | Erstveröffentlichung: 5. Februar 1996 mit Love Message |

## Boxsets
| Jahr | Titel Musiklabel                                  | Anmerkungen                                                             |
| ---- | ------------------------------------------------- | ----------------------------------------------------------------------- |
| 1996 | Complete Your Single Collection – U 96 Hit Hunter | Erstveröffentlichung: 1996 Inhalt: Movin’, Heaven + A Night to Remember |

## Promoveröffentlichungen
| Jahr | Titel Album         | Anmerkungen                                                                                |
| ---- | ------------------- | ------------------------------------------------------------------------------------------ |
| 2014 | Planet Earth Reboot | Erstveröffentlichung: 15. November 2014 limitierter kostenloser Download auf u96reboot.com |

| Jahr | Titel Album          | Anmerkungen                                                                        |
| ---- | -------------------- | ---------------------------------------------------------------------------------- |
| 1997 | In Your Mind Energie | Erstveröffentlichung: 1997                                                         |
| 2003 | We Call It Love –    | Erstveröffentlichung: 2003 Original: David McWilliams – The Days of Pearly Spencer |

## Sonderveröffentlichungen
| Jahr | Titel Album        | Anmerkungen                                             |
| ---- | ------------------ | ------------------------------------------------------- |
| 2018 | Quo vadis Rübezahl | Erstveröffentlichung: 23. März 2018 Joachim Witt & U 96 |

| Jahr | Titel Interpretation                                     | Anmerkungen                                              |
| ---- | -------------------------------------------------------- | -------------------------------------------------------- |
| 1992 | Why Don’t You Answer? Eberhard Schoener Dance Experience | Erstveröffentlichung: 1992 3 verschiedene Remixversionen |
| 1996 | The Sunshine After the Rain (U 96 Remix) BERRi           | Erstveröffentlichung: 1996                               |

## Statistik

### Chartauswertung
|                     | DE    | AT    | CH    | UK    |
| ------------------- | ----- | ----- | ----- | ----- |
| Nummer-eins-Alben   | DE—DE | AT—AT | CH—CH | UK—UK |
| Top-10-Alben        | DE—DE | AT2AT | CH1CH | UK—UK |
| Alben in den Charts | DE5DE | AT5AT | CH4CH | UK—UK |

|                       | DE     | AT     | CH     | UK    |
| --------------------- | ------ | ------ | ------ | ----- |
| Nummer-eins-Singles   | DE1DE  | AT1AT  | CH1CH  | UK—UK |
| Top-10-Singles        | DE7DE  | AT7AT  | CH5CH  | UK—UK |
| Singles in den Charts | DE18DE | AT12AT | CH12CH | UK4UK |

### Auszeichnungen für Musikverkäufe
Anmerkung: Auszeichnungen in Ländern aus den Charttabellen bzw. Chartboxen sind in ebendiesen zu finden.
| Land/RegionAuszeichnungen für Musikverkäufe (Land/Region, Auszeichnungen, Verkäufe, Quellen) | Gold     | Platin  | Verkäufe  | Quellen                           |
| -------------------------------------------------------------------------------------------- | -------- | ------- | --------- | --------------------------------- |
| Deutschland (BVMI)                                                                           | 2× Gold2 | Platin1 | 1.400.000 | musikindustrie.de Einzelnachweise |
| Österreich (IFPI)                                                                            | Gold1    | —       | 25.000    | ifpi.at                           |
| Schweiz (IFPI)                                                                               | Gold1    | —       | 25.000    | hitparade.ch                      |
| Insgesamt                                                                                    | 4× Gold4 | Platin1 |           |                                   |